# Bigflo et Oli
Bigflo et Oli est un groupe français de rap et de hip-hop, originaire de Toulouse. Le duo est composé des frères Florian « Bigflo » et Olivio « Oli » Ordonez. Ils sortent leur premier album La Cour des grands en 2015, qui est certifié disque d'or moins de quatre mois après sa sortie puis disque de platine en France. Ils sont alors les plus jeunes rappeurs français à détenir ces récompenses,.
Leur deuxième album intitulé La Vraie Vie, sort le 23 juin 2017. Il est certifié disque de diamant. Leur troisième album, La Vie de rêve, sort en 2018, est certifié disque d'or en dix jours d'exploitation puis disque de platine un mois après sa sortie. En mai 2020, il est certifié triple disque de platine.
Après une pause médiatique de deux ans, le duo revient avec un quatrième album en 2022, Les autres c'est nous. Dans la même année, le duo est nommé Groupe/Duo Francophone de l’année, l'un des gagnants des NRJ Music Awards 2022.

## Histoire

### Jeunesse
Florian et Olivio naissent d'un père argentin (Fabian) et d'une mère française (Patricia) dont la mère est d'origine algérienne,, à Villeneuve-sur-Lot comme dit Oli dans son solo Olivio. Ils grandissent dans le quartier des Minimes à Toulouse. Ils reçoivent dès l'enfance une formation musicale et instrumentale solide, Olivio étudiant la trompette et Florian la batterie et le piano au conservatoire de Toulouse. C’est en entendant le morceau J'voulais de Sully Sefil, sorti en 2001, que les deux frères commencent à rapper. Ils ont alors respectivement neuf et six ans,. Ils étaient déjà initiés à la musique grâce à leurs parents : leur père est chanteur de salsa et leur mère écoutait beaucoup de chanson française durant leur enfance (Charles Aznavour et Francis Cabrel notamment).
Bigflo est le nom de scène de Florian José Ordonez. Il est né le 22 janvier 1993. Après l'obtention de son bac S, Florian suit pendant un an un cursus universitaire, en langues étrangères appliquées, puis décide d'arrêter les études pour se consacrer entièrement à la musique. Il joue d'ailleurs de la batterie ainsi que du piano depuis l'âge de 13 ans en plus d'écrire ses chansons.
Oli, de son vrai nom Olivio Laurentino Ordonez, est né le 19 avril 1996. Il commence à écrire dès ses six ans et s'investit dans la création musicale en parallèle avec la préparation de son baccalauréat ES qu'il obtient en 2014. Les deux frères sont scolarisés au lycée Saint-Sernin de Toulouse,.

### Débuts (2005-2014)
Bigflo et Oli publient leur premier rap clippé, Château de carte, sur YouTube en 2005 alors qu'ils sont enfants, et totalement inconnus. Il atteint, à l'époque, environ 400 vues. Ils sortent par la suite un autre clip, Fiers d’être toulousains où ils revendiquent déjà l'amour qu'ils portent à Toulouse, leur ville d'adoption,. Les deux frères grandissent, toujours en continuant d'écrire et de composer, et se mettent à écumer les scènes locales lorsqu'ils sont lycéens. Ils commencent à se faire connaître en faisant des battles de rap à Toulouse (Rap Contenders). Ils jouent plusieurs premières parties de concert, notamment de poids lourds du rap hexagonal comme la Sexion d’Assaut et La Rumeur ; le 14 juillet 2011, ils jouent au festival de la musique aux côtés de Cali, à Toulouse. Ils partagent aussi la scène avec Orelsan, 1995 ou IAM.
En 2011, ils publient le clip C'est que le début. En juillet 2012, ils publient leur deuxième clip aux côtés d'Orelsan, Pourquoi pas nous ? sur YouTube. En octobre 2013, le groupe signe sur le label Polydor. En 2014, ils publient un extended play intitulé Le Trac. Il est composé de cinq chansons dont Monsieur tout le monde qui révèle le groupe au grand public. Le clip, réalisé par Julien Hosmalin, fait participer le comédien Kyan Khojandi et raconte le destin tragique d’un « Monsieur tout le monde » qui finit par craquer et perdre pied. Également publié en 2014, leur clip Gangsta est tourné à Toulouse.

### La Cour des grands(2015-2016)
Le 11 septembre 2015, leur premier album intitulé La Cour des grands est certifié disque d'or et ils sont alors les plus jeunes rappeurs français à recevoir ce prix, ils ont alors respectivement 22 et 19 ans,. Petit à petit, le groupe se fait une place dans le rap français, allant jusqu'à être considéré par certains comme la relève d'IAM. À ce sujet, Akhenaton, membre du groupe IAM, explique : « La première fois que je les ai vus, leur maman les attendait dans les coulisses et ça m'a bien fait rire. Puis quand je les ai entendus balancer leur texte, j'ai pris une énorme claque. Ils sont clairement passés par l'école du micro d'argent. » Face au succès montant, les deux frères affirment que « ce qu'il se passe est un rêve d'enfant. » En juin 2015, ils font une petite apparition dans une vidéo du youtubeur Squeezie.
Ils publient le clip de la chanson Nous aussi, issue de leur album La Cour des grands. Le clip est réalisé par le même réalisateur que Monsieur tout le monde. Il fait participer trois podcasteurs : Jhon Rachid, Baptiste Lorber ainsi que Jérôme Niel, célèbre pour ses tutoriels diffusés au Grand Journal de Canal +. Leur clip Le Cordon sort en mai 2015. Ce clip en stop motion réalisé par Nicolas Carnol raconte le dialogue d'une mère et son enfant après qu'elle a avorté. L'avortement est un sujet difficile mais le jeune duo essaie d'en parler avec le plus de justesse possible, en confrontant deux points de vue opposés et complémentaires. Les deux frères, après avoir sillonné l'Hexagone lors de leur tournée de 2015, repartent pour une seconde tournée en 2016, où ils jouent notamment sur plusieurs scènes de gros festivals estivaux. Le nombre de places dans leurs nouvelles salles a considérablement augmenté, suivant le même rythme que leur popularité.
En 2016, l'album est réédité avec un deuxième disque de titres bonus. En novembre 2016, le vidéaste LinksTheSun publie une critique du titre Je suis, paru sur cette réédition. Bien qu'il trouve quelques maladresses à la chanson, il la note 18/20, chose rare, le vidéaste ayant pour habitude la critique sèche des chansons à succès. Les deux frères devaient initialement intervenir dans un grand nombre de scènes de la vidéo mais, par manque de disponibilité, ils n'ont pu apparaître que dans une petite scène humoristique à la fin.
Bigflo et Oli participent également en 2016 à la troisième édition d'AbbéRoad, concert caritatif de la Fondation Abbé Pierre.

### La Vraie vie(2017-2018)
Le 30 avril 2017, Bigflo et Oli font un live sur Facebook et annoncent le nom de leur deuxième album, La Vraie Vie qui sort le 23 juin 2017. Ils sortent le 2 mai 2017 un morceau du même nom ainsi qu'un clip de 8 minutes. Le 12 mai 2017, ils dévoilent un deuxième extrait, intitulé Alors Alors. Le 2 juin, le groupe sort un second clip, celui du titre Personne.
L'album accueille plusieurs célèbres artistes internationaux : le chanteur belge Stromae, qui a co-composé le titre Dommage avec les deux frères, le rappeur américain Busta Rhymes pour sa première collaboration avec des artistes français sur le titre Ça va trop vite ou encore JoeyStarr, pilier du hip-hop français, sur le titre Trop tard. Dans la chanson éponyme La Vraie Vie, BigFlo lance une pique au rappeur Orelsan qui a refusé une collaboration à cause d'un emploi du temps chargé,. En juillet 2017, les deux frères réapparaissent sur la chaîne du youtuber Squeezie dans le cadre d'une vidéo où ils créent à trois une musique en moins d'une heure. La vidéo suscite plus de neuf millions de vues. Le quatrième clip de l'album sort le 8 septembre et met en scène la chanson Dommage où l'on peut apercevoir Panayotis Pascot ou Pascale Arbillot jouant le rôle des personnages cités durant la chanson. La réussite de l'album est au rendez-vous puisqu'il est certifié disque de platine le 18 septembre 2017, soit environ 3 mois après sa sortie.
Fin septembre 2017, Bigflo et Oli réapparaissent encore une fois sur la chaîne du youtuber Squeezie dans le même concept que la première, cette fois-ci ils réalisent à trois un clip en moins de douze heures. Le 15 décembre 2017, le groupe sort un cinquième clip, celui du titre Salope !.
En janvier 2018, le duo est nommé dans 2 catégories des Victoires de la musique : catégorie « album de musiques urbaines » avec leur album et  catégorie « Chanson originale » avec leur chanson Dommage. Ils interprètent ce titre sur la scène des Victoires de la musique, avec une chorale amateurs de 60 personnes venant de Chabeuil, cette rencontre se fait grâce à une vidéo postée sur YouTube, où la chorale reprend ce même titre. Ce soir-là, le duo gagne le « prix de la chanson de l'année », grâce aux votes du public. À la suite de cette victoire, Oli devra se teindre les cheveux en bleu, un pari qu'il s'est lancé avec son grand frère, dans le même style que lorsque les rappeurs ont gagné les NRJ Music Awards, Oli avait alors fini avec les cheveux blonds.
Fin juin 2018, les deux frères sortent un nouveau titre en collaboration avec Petit Biscuit, nommé Demain. Il s'agit alors de leur toute première collaboration avec un DJ. Environ un mois après, le duo sort le clip vidéo de cette musique ; celui-ci est principalement composé de plans montrant des spectateurs de leurs concerts de festival en train de danser.

### La Vie de rêve(2018-2019)
Bigflo et Oli annoncent le samedi 8 septembre 2018 la sortie de leur nouvel album La Vraie vie 2. L'album comprendra notamment le solo de Florian, la chanson Demain, sortie quelques mois plus tôt, ainsi que la chanson sur leur mère et de nouveaux featurings. Ce nouvel album a été pensé comme une suite directe de La Vraie Vie et devrait comprendre au moins 15 pistes. Il contiendra ainsi, selon les frères, des chansons de « rap dur » mais aussi des pistes ressemblant davantage à ce qu'ils ont pu faire dans Dommage. Le mercredi 3 octobre 2018, Bigflo et Oli annoncent que leur troisième album s’appellera finalement La Vie de rêve, car ils considéraient que le nom précédent aurait trop ressemblé à un nom d'album bonus ou d'album ne pouvant pas s'écouter sans avoir écouté le précédent.
Le 26 octobre, le premier single (sans comptabiliser Demain) de leur troisième album sort, Nous Aussi 2. Le clip qui l'illustre dépasse alors le million de vues en moins d'un jour sur Youtube. Le suivant sort quelques jours après, le 31 octobre, et est intitulé Plus Tard. Ce titre est dans la continuité de ce qu'ont pu faire les deux frères avec Dommage, en créant une musique davantage chantée que le reste de ce qu'ils ont pu faire.
L'album sort le 23 novembre et obtient très rapidement un fort succès, étant vendu en première semaine à plus de 44 000 exemplaires, soit presque deux fois plus que son prédécesseur et est certifié disque d'or au bout de seulement 10 jours puis disque de platine en moins d'un mois.
Le 9 mars 2019, ils participent au festival des Francofolies de La Réunion. Les 24 et 25 mai 2019, les frères remplissent le Stadium de Toulouse réunissant ainsi plus de 60 000 spectateurs. Le 26 octobre 2019, ils remplissent la salle Arena-la Defense pour un concert retransmis en direct par la chaine de télévision TMC qui réunit plus de 30 000 personnes. Le 26 juillet 2019, ils font le concert d'ouverture de la Foire aux Vins de Colmar avec Berywam en première partie où ils réunissent 9 000 personnes,.

### Fin du cycle et pause (2020-2022)
En 2020, ils sortent 2 EP : Freestyles insolents, qui regroupe les titres Insolent #1, #2, #3 et #4, et Un été quand même en featuring avec le groupe Bon Entendeur, qui regroupe les titres Coup de Blues/Soleil, et Libre avec l'acteur et humoriste Édouard Baer.
Le 8 octobre 2020, un documentaire nommé Presque trop sort et les frères dévoilent à la fin un single exclusif : Au revoir. Celui-ci marque la fin du « cycle » des deux albums La Vraie Vie et La Vie de rêve. Pour marquer cette fin et préparer leur quatrième album, Bigflo et Oli décident de faire une pause médiatique,. Cette pause durera un an et demi.

### Les autres c'est nous(depuis 2022)

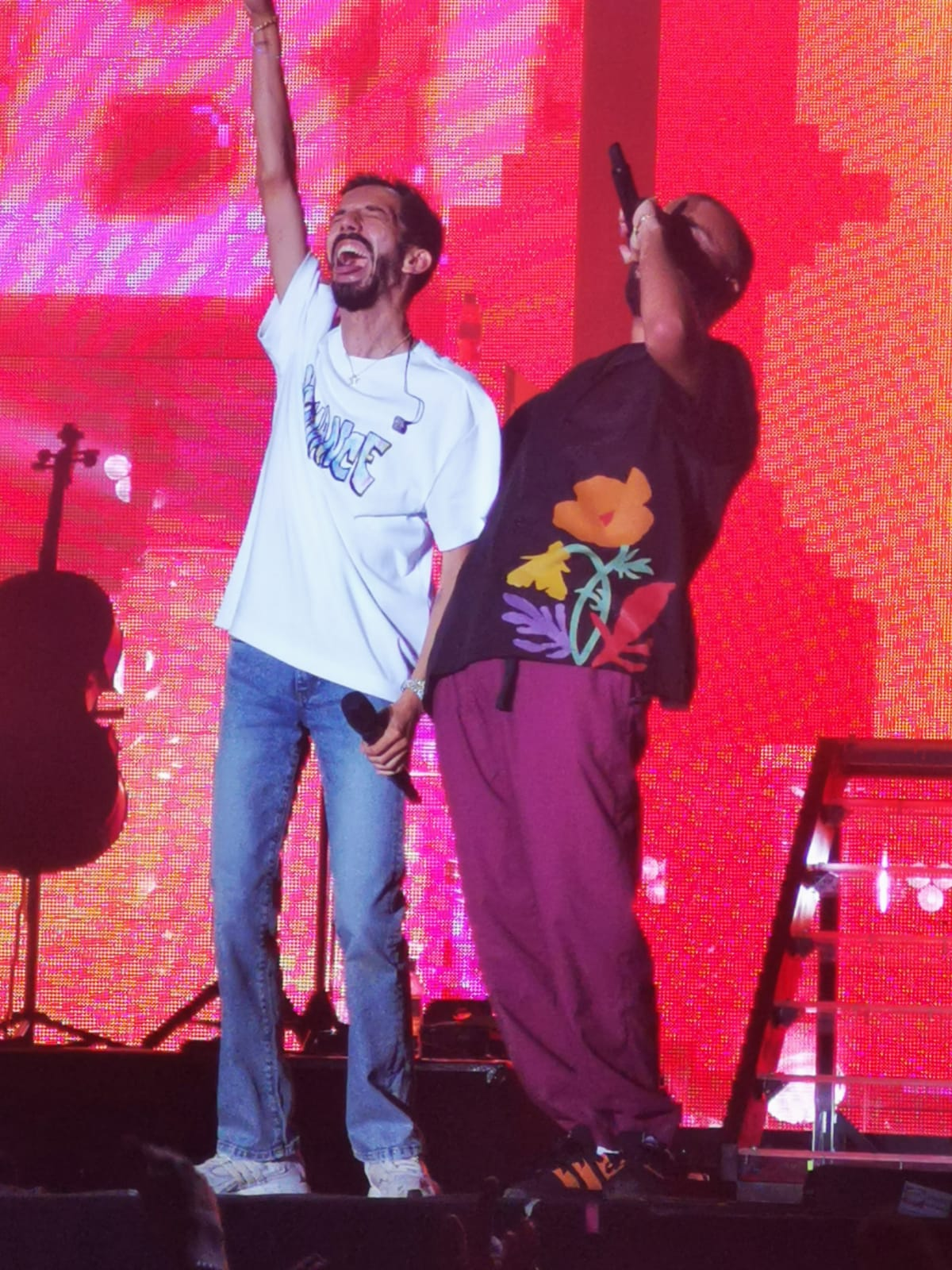
Bigflo et Oli lors du Festival Au fil du son de 2022.

En avril 2022, le duo sort le titre Sacré bordel, accompagné d'un clip. Le morceau est plus politique que leurs précédents[réf. nécessaire]. Le clip est basé sur un dispositif particulier où les artistes s'expriment dans un cube en plexiglas, transporté en différents endroits de France ; la France étant le thème central de ce nouveau titre, prélude à leur album futur. Si des journaux généralistes comme 20 Minutes ou Le Figaro louent le morceau et son message d'« amour pour la France », le site spécialisé dans la critique rap L'Abcdrduson déplore quant à lui « un état des lieux sans profondeur, dénué de toute mise en perspective ».
Bigflo & Oli lancent quelques semaines plus tard un concept original : ils mettent en place une précommande de leur futur album durant une semaine permettant à leur communauté de choisir entre plusieurs titres et pochettes. Ainsi, la composition la plus commandée deviendra la version officielle (plus de 10 000 albums sont vendus en moins de 7 jours). Le nom de l'album (compilant 21 titres) est choisi le 9 mai 2022 et se nomme Les Autres c'est Nous.
Le 20 mai 2022, ils sortent un deuxième clip intitulé : J'étais pas là, qui revient sur leur pause de 2 ans et ce qu'il s'est passé dans leur vie. Dans ce clip, ils rencontrent plusieurs de leurs fans à l'occasion de surprises organisées par leurs proches. Tout comme leur single Sacré Bordel, ils publieront une version live de cette chanson sur leur chaîne YouTube.
Le 12 juin 2022, ils mettent en ligne une vidéo préparée depuis 2 ans, dans laquelle leurs versions de 2020 posent des questions lors d'une interview à leurs versions de 2022, à propos de leur pause et de leur album. Le 19 juin 2022, ils dévoilent le 3e extrait de Les autres c'est nous, en collaboration avec MC Solaar : Bons élèves. Ils annoncent en même temps la première partie de leur nouvelle tournée (Partie 1 : Retour aux sources), dans laquelle ils vont se produire dans de petites salles à travers la France, comme ils l'ont fait au début de leur carrière. Le jour de l'ouverture des billetteries, beaucoup de salles sont complètes en quelques minutes. En une journée, ils ont vendu plus de 30 000 places. L'album sort enfin le 24 juin 2022, et est salué par la critique et les fans[réf. souhaitée]. La release party se tient à l'AccorHotels Arena le soir même et signe le retour sur scène des deux rappeurs toulousains, recevant à l'occasion de nombreux invités comme leur père Fabian Ordonez, Tayc, Olympe Chabert, Paul Mirabel, Mcfly & Carlito ou encore Russ. Après un week-end de promotion pour les deux frères, leur album franchi la barre des 25 000 ventes en seulement 3 jours.
Les 8 et 9 juin 2024, les frères remplissent de nouveau le Stadium de Toulouse réunissant une fois de plus près de 60 000 spectateurs.

## Autres activités

### Rose Festival
Les 2 et 3 septembre 2022, le duo lance le festival de musique Rose festival, ayant lieu au MEETT de Toulouse. Conceptualisé en 2018 et initialement prévu en 2021, il est repoussé en raison de la pandémie de Covid-19. La programmation du festival regroupe près d'une vingtaine d'artiste et est orientée rap et musique électronique et vise un public jeune,,.
Les 1, 2 et 3 septembre 2023 se déroule la deuxième édition du Rose Festival avec près d'une trentaine d'artistes. Entre le 29 août et le 1er septembre 2024 se déroule la troisième édition du Rose Festival.

## Style musical
Bigflo et Oli sont à la fois interprètes, auteurs et compositeurs, ou rappeurs-lyricistes-instrumentistes.
Ils ont un goût prononcé pour les jeux de mots et figures de style qui leur permettent de suggérer plus que de dire et de provoquer davantage d'émotions. Ils aiment raconter des histoires simples qui peuvent émouvoir et toucher le grand public, tout en faisant passer un message. Très observateurs, ils trouvent leur inspiration dans le quotidien.
Le rap reste avant tout pour eux une joute verbale faisant appel au flux de paroles ; les mots retrouvent alors toute leur fraîcheur et leur authenticité. Ils essaient de prendre de la distance avec certains clichés du rap moderne, ce qui apparente souvent leur style à un retour aux sources du « rap à l'ancienne ». Atypique mais pas contradictoire, le groupe suit une formation en musique classique au cours d'études au conservatoire, ce qui lui offre des références variées pour nourrir son rap. Les partitions musicales sont des créations originales. Oli joue de la trompette et Bigflo de la batterie ainsi que du piano. Ils utilisent aussi une table de mixage pour arranger et enrichir leurs partitions. Les morceaux les plus connus sont Monsieur tout le monde, qui montre comment les aléas de la vie banale peuvent conduire à la folie meurtrière ; Gangsta dans lequel les deux artistes dénoncent les idées reçues sur les rappeurs et refusent l'image sulfureuse qu'il conviendrait d'adopter pour être reconnu dans le hip-hop ; cette même dénonciation d'une norme de la décadence se retrouve dans Jeunesse influençable.
Les textes de Bigflo et Oli sont souvent marqués par le refus d'une société de consommation qui fragilise les plus faibles, et par la célébration d'un esprit de fête et de création collective. L'ironie est qu'une des chansons les plus connues de leur premier album La Cour des grands reste néanmoins Comme d'hab où ils parlent des clichés sur les fêtes (alcool, filles, ambiance...). Cette chanson montre que le groupe s'intéresse plus particulièrement à un public adolescent. C'est une des critiques qui leur est faite par le public, lors de la sortie de leur album,.
BigFlo et Oli sont généralement considérés comme des rappeurs « grand-public ». Dans une interview au Parisien, ils décrivent leur rap comme « accessible, familial, simple et un peu ringard ». Alors que la majorité des rappeurs est originaire de la banlieue, leur style contraste avec ceux-ci : les deux frères n'ont pas vécu en cité et, dans le sillage d'Orelsan avant eux, rappent « pour les lycéens provinciaux qui ont une vie normale, tous ces gens à qui on ne donne pas la parole et qui ne sont pas invités dans les soirées branchées parisiennes ». Ainsi, ils sont parfois qualifiés de « rappeurs iencli » ou « rappeurs pour enfants » par certains fans de rap plutôt habitués au rap de rue. BigFlo et Oli réfutent ce dernier terme en évoquant les sujets lourds qu'ils peuvent aborder telles que les violences conjugales dans Dommage, le mal-être des prostituées dans Salope ! ou le racisme et le nationalisme dans Rentrez chez vous. Ils déclarent également que si l'ancienne génération du rap les a soutenus (IAM, NTM, MC Solaar, Psy 4) « tous les rappeurs de [leur] génération [leur a] dit non », citant notamment Roméo Elvis ou Lomepal qui ont refusé des collaborations avec eux au motif qu'ils n'étaient pas de leur "team". BigFlo et Oli expliquent cette « impopularité » auprès de leurs confrères par leurs « fringues ringardes » et leur « discours je ne suis pas un gangsta » et auprès de la presse parisienne par le fait qu'ils viennent de la province, s'étant sentis méprisés lorsqu'ils ont fréquenté les soirées de la capitale. Cependant, certains rappeurs dit « street » ont pu leur tendre la main comme Sofiane qui les a invités en 2017 dans son émission web Rentre dans le Cercle ou Guizmo avec qui ils ont écrit et interprété en 2018 Pas du même monde, une chanson qui fait le point sur les différences entre le rappeur villénogarennois et les toulousains mais qu'ils peuvent se retrouver ensemble par la passion du rap. Les deux frères reçoivent également le soutien de Kalash Criminel, dont le rap est aux antipodes du leur.

## Apparitions médiatiques et polémique
L'animateur Cyril Hanouna les invite en 2015 dans son émission de radio Les Pieds dans le plat où Bigflo et Oli réalisent un échange de rimes avec le chroniqueur Pierre Bellemare. En 2016, ils deviennent chroniqueurs de son émission de télévision Touche pas à mon poste ! où ils donnent leur avis sur la télé comme les autres chroniqueurs tout en écrivant des chansons en un temps record. L'accueil du public quant à leur apparition hebdomadaire est mitigé : le public de l'émission n’apprécie pas forcément les deux rappeurs, mais certains de leurs fans apprécient de les voir à la télé. Cependant, à l'annonce de la venue de l'actrice Véronique Genest, les deux frères refusent de participer à l'émission, et ne reviendront plus par la suite qu'en tant que simples invités. Sont en cause les propos et tweets polémiques de l'actrice sur l'islam et les musulmans, ceux-ci étant considérés par elle comme un « danger ». Bigflo et Oli déclareront : « L’invitée du jour est une personne qui ne partage pas du tout certaines de nos valeurs de tolérance, de fraternité et d’ouverture d’esprit qui sont fondamentales dans notre éducation », poursuivent-ils, précisant que l'actrice « nous a parfois choqués par la maladresse de ses propos, notamment envers la religion de notre grand-mère et de quelques amis proches. » Ils ajoutent qu'ils n'avaient pas « non plus l’envie de rentrer dans un débat sans issue sur des sujets qui nous dépassent. » Les chroniqueurs débattent le lendemain de ce « boycott », Enora Malagré déplore ce choix, estimant qu'ils auraient dû affronter Véronique Genest en chanson tandis qu'Isabelle Morini-Bosc a jugé que les deux frères se méprenaient sur le racisme de l'interprète de Julie Lescaut. Cette dernière estimant simplement que Bigflo et Oli ont voulu faire du buzz. Interrogés sur cette polémique en interview, Bigflo et Oli assument leur boycott qu'ils ont fait justement pour ne pas faire de buzz et qu'il n'y ait pas de malaise sur le plateau.
Début 2016, ils réalisent une chanson pour le générique de fin du troisième court métrage de Cyprien, La Cartouche. En octobre, les deux rappeurs sortent le clip de la chanson Pour un pote en featuring avec Jean Dujardin, chanson présente dans la bande originale du film Brice 3.
En janvier 2017, les deux frères rejoignent le jury de la saison 6 de The Voice Belgique, le temps d'une saison. En septembre 2022, TF1 annonce leur participation en tant que membres du jury dans la saison 12 de The Voice France.

## Discographie

### Participations
- Pour un flirt avec la crise XXV avec Tryo sur l'album XXV
- L'Hymne de nos campagnes XXV avec Tryo, Gauvain Sers, Sylvain Duthu (Boulevard des Airs), LEJ, Vianney et Zaz sur l'album XXV

## Filmographie
- 2018 : Alad'2 : les rappeurs du marché noir (caméo) avec Kev Adams et Éric Judor
- 2020 : Presque trop : eux-mêmes
- 2023 : Astérix et Obélix : L'Empire du Milieu : Abdelmalix et Toufix[94]

### Doublage
- 2018 : Pomme & Oignon : Pomme (Oli), Oignon (Bigflo)
- 2022 : A Plague Tale Requiem : soldats et personnages divers

## Distinctions

### Récompenses
- Prix Talents W9 2016 : finalistes
- NRJ Music Awards 2017 : meilleur duo/groupe francophone de l'année[95]
- Grand Prix Sacem 2017 : prix Rolf Marbot de la chanson de l'année pour Je suis[96]
- Victoires de la musique 2018 : chanson originale de l’année pour Dommage[97] ; nomination pour l'album de musiques urbaines pour La Vraie Vie
- NRJ Music Awards 2018 : meilleur duo/groupe francophone de l'année[98] ; clip de l'année pour Demain
- MTV Europe Music Award 2018 : meilleur(e) artiste français(e)[99]
- Aficia Awards 2018 : groupe/duo francophone de l'année[100]
- Victoires de la musique 2019 : Victoire de l'artiste interprète masculin et Victoire de l'album de musiques urbaines pour La Vie de rêve
- NRJ Music Awards 2019 : meilleur duo/groupe francophone de l'année[101] ; clip de l'année pour Promesses[102]
- NRJ Music Awards 2022 : meilleur duo/groupe francophone de l'année; clip francophone de l'année pour Coup de vieux (avec Julien Doré); collaboration francophone de l'année pour Coup de vieux avec Julien Doré[103]
- Les Flammes : La Flamme de la stratégie de lancement de l'année[104]
- NRJ Music Awards 2023 : meilleur duo/groupe francophone de l'année, clip francophone de l'année pour Dernière
- NRJ Music Awards 2024 : concert de l'année.

### Nominations
- NRJ Music Awards 2020 : nomination pour la collaboration francophone de l'année (Coup de blues/soleil feat. Bon Entendeur)

### Décorations
- Chevalier de l'ordre des Arts et des Lettres[105],[106].

## Engagements solidaires
Bigflo et Oli reversent régulièrement une partie des bénéfices de leurs concerts au Secours populaire français.